# 山城博明
山城 博明（やましろ ひろあき ）はフリーの報道カメラマン。

## プロフィール・経歴
- 沖縄県宮古島市城辺字新城出身
- 現在、沖縄県南風原町在住
- 1969年（昭和44年）、沖縄大学入学後、全軍労闘争、毒ガス撤去闘争、沖縄復帰闘争など報道写真撮影を始める
- 1973年（昭和48年）、沖縄大学卒業後、1975年読売新聞西部本社入社
- 1985年（昭和60年）、読売新聞西部本社退社後、琉球新報社入社
- 2015年（平成27年）、琉球新報社編集局写真映像部退職
- 1995年（平成7年）、那覇市、東京都、札幌市、山口県で写真展「琉球の野鳥」「中国野生の朱鷺」を開催。
- 1999年（平成11年）、中国漢中市の世界朱鷺保護検討会議場で写真展「中国野生の朱鷺」開催（中国日本大使館共催）。
- 2013年（平成25年）、日本新聞博物館（横浜市）で写真展「報道カメラマンが見た『激動のOKINAWA42年』」開催。
- 2015年（平成27年）、沖縄県立博物館・美術館で写真展「二人が撮らえた沖縄・終わらない戦後」開催
- 1991、1992年度、2年連続九州写真記者協会賞受賞。
- 1998年（平成10年）、平成10年度おきぎんふるさと振興基金受賞。
- 2008年（平成20年）、2010年（平成22年）九州写真記者協会特別賞受賞。
- 2016年（平成28年）、2015年度（第50回）「沖縄タイムス芸術選賞」写真部門・大賞受賞。
- 現在、フリーの報道カメラマン。 ライフワークで奄美・琉球の自然、中国野生の朱鷺、アジアのクロツラヘラサギの撮影を続けている。

著書
- 「報道カメラマンが見た復帰25年・沖縄OKINAWA」（1998年、琉球新報社）
- 「琉球の記憶・針突（はじち）」（2012年、新星出版）
- 沖縄戦「集団自決」消せない傷痕（2012年、高文研）
- 琉球の聖なる自然遺産「野生の鼓動を聴く」（2013年、高文研）
- 「抗う島のシュピレヒコール」（2015年、岩波書店）
- イリオモテヤマネコ発見50年「山猫の棲む島」（2015年、琉球新報社）
- 「沖縄・抗う高江の森」なぜ世界の宝を壊すのだ（2017年、高文研）
- 新版「琉球の記憶・針突（ハジチ）」（2020年、高文研）